# Jayaraj Warrier
Jayaraj Warrier (Thrissur, 1963) es un actor, comediante, intérprete de Ottamthullal y caricaturista indio . Aparece en películas malayalam en papeles secundarios y cómicos. 

## Biografía
Es oriundo de Thrissur, comenzó su carrera como artista de teatro aficionado en 1982 después de estudiar Ottamthullal , formó parte del Grupo de Teatro Root dirigido por José Chirammel durante siete años a partir de 1984. Su hija Indulekha Warrier también es intérprete de teatro y cantante de reproducción. Hizo su debut como compositora musical en "Duniyavinte Orattathu".  Había desempeñado papeles destacados en muchos escenarios como Mudrarakshasam, Bhomaolpadanathinte Sooryavetta, Chathuppil Parkkunnavar y Shavaghoshayathra. También es un eminente caricaturista que ha realizado numerosos espectáculos de caricaturas dentro y fuera del país. Había realizado una caricatura para los miembros de la Asamblea de Kerala en julio de 2003, que fue la primera vez en la historia de la Asamblea.  
En 2010, recibió el premio Kerala Sangeetha Nataka Akademi por sus contribuciones al drama y la caricatura.  

## Filmografía

### Cine
| Año  | Título                    | Role                | Notas   |
| ---- | ------------------------- | ------------------- | ------- |
| 1997 | Oru Yathramozhi           |                     |         |
| 2010 | Pranchiyettan y el santo  |                     |         |
| 2012 | Thiruvambadi Thamban      |                     |         |
| 2012 | Espíritu                  |                     |         |
| 2013 | Casa llena                |                     |         |
| 2013 | Punyalan Agarbattis       | Jose Kaattalan      |         |
| 2014 | Onnum Mindathe            |                     |         |
| 2014 | Boticario                 | Varkkichan          |         |
| 2014 | Nombres desconocidos      | Conductor de camión |         |
| 2014 | Mathai Kuzhappakkaranalla | Suneesh             |         |
| 2015 | Utopiayile Rajavu         | markandeyan         |         |
| 2015 | Anarkali                  | Chettuva Shahjahan  |         |
| 2015 | charlie                   | 'Vaattu' José       | Camafeo |
| 2016 | Kattumakan                |                     |         |
| 2016 | Marubhoomiyile Aana       | Porinchú            |         |
| 2017 | Pooram de Georgettan      | El padre de Merlín  |         |
| 2017 | Varnyathil Aashanka       | El tío de Pratheesh |         |
| 2017 | Pullikkaran Staraa        | Pasajero del coche  |         |
| 2017 | Punyalan Private Limited  | Thomas Kattalan     |         |
| 2018 | Etiqueta                  | Sukumaran           |         |
| 2018 | vikadakumaran             | Profesor de escuela |         |
| 2018 | Oru Pazhaya Bomba Kadha   | Paciente            |         |
| 2018 | Drama                     | MR Balachandran     |         |
| 2018 | Pretham 2                 | dónde               |         |
| 2019 | El jugador                |                     |         |
| 2019 | Porinju Mariam José       | Tinto               |         |
| 2021 | Uno                       | Kuttikrishnan       |         |
| 2022 | Naaradán                  | ब्रह्माव               |         |

### Television
| Fecha         | Mostrar nombre        | role      | canal             |
| ------------- | --------------------- | --------- | ----------------- |
| 2015          | Festival de Comedia 2 | Anfitrión | Manorama Mazhavil |
| 2020-presente | Ruchiyathra           | Anfitrión | TV Surya          |